# 15964 Billgray
15964 Billgray è un asteroide della fascia principale. Scoperto nel 1998, presenta un'orbita caratterizzata da un semiasse maggiore pari a 1,9527075 UA e da un'eccentricità di 0,0920274, inclinata di 18,07754° rispetto all'eclittica.